# 1995 na televisão
Nesta página encontram-se os fatos, estreias e términos sobre televisão que aconteceram durante o ano de 1995.

## Eventos

### Janeiro
- 1 de janeiro — As principais redes de televisão do Brasil realizam a cobertura da posse do presidente Fernando Henrique Cardoso, ao vivo de Brasília, Distrito Federal.

### Abril
- 23 de abril — Na Rede Globo, o Fantástico ganha novas vinhetas, logotipos, grafismos e novo cenário.
- 24 de abril
  - Na Rede Globo, o Bom Dia Brasil ganha novo cenário.
  - Na Rede Globo, o Globo Esporte ganha nova vinheta, logotipo e gráficos.

### Maio
- 1 de maio — Entra no ar a Rede Vida.
- 15 de maio — Criada a TVCOM, emissora de televisão da Rede Brasil Sul de Comunicações, de abrangência local no estado do Rio Grande do Sul.

### Junho
- 17 de junho — Entra no ar a ESPN Brasil, versão brasileira do canal homônimo estadunidense controlada pelo Grupo Abril, em sociedade com a Capital Cities/ABC e a Hearst Communications, o canal é programado pelo jornalista José Trajano.

### Julho
- 5 de julho–23 de julho — A Rede Globo e a Rede Bandeirantes transmitem a Copa América de 1995.
- 29 de julho — A Rede Globo e a Unicef promovem a 10.ª edição do Criança Esperança.

### Setembro
- 4 de setembro — É fundada a TV Escola, mantida pelo Ministério da Educação, em sociedade com a Fundação Roquette Pinto.

### Outubro
- 29 de outubro — A Rede Globo exibe a 11.ª edição do Free Jazz Festival.

### Novembro
- 6 de novembro — Entra no ar, a TV Shoptime, primeiro canal de televendas do Brasil, numa sociedade entre a Globosat, Multicanal e as Lojas Americanas.
- 11 de novembro — É inaugurada a TV Pirapitinga, afiliada da Rede Globo em Catalão, Goiás.

## Programas

### Brasil

#### Janeiro
- 2 de janeiro — Estreia Irmãos Coragem na Rede Globo.

#### Março
- 10 de março — Termina Pátria Minha na Rede Globo.
- 13 de março — Estreia A Próxima Vítima na Rede Globo.

#### Abril
- 3 de abril — Estreia Teleguiado na MTV Brasil.
- 7 de abril — Termina Tieta no Vale a Pena Ver de Novo na Rede Globo.
- 10 de abril — Reestreia Pedra sobre Pedra no Vale a Pena Ver de Novo na Rede Globo.
- 24 de abril
  - Estreia Agente G na Rede Record.
  - Estreia da 1.ª temporada de Malhação na Rede Globo.
- 25 de abril
  - Estreia A Comédia da Vida Privada na Rede Globo.
  - Estreia Engraçadinha: Seus Amores e Seus Pecados na Rede Globo.

#### Maio
- 16 de maio — Termina Brasil Legal na Rede Globo.
- 25 de maio — Termina Engraçadinha: Seus Amores e Seus Pecados na Rede Globo.
- 28 de maio — Termina Escolinha do Professor Raimundo na Rede Globo.

#### Junho
- 13 de junho — Estreia Contagem Regressiva na Rede Globo.
- 19 de junho — Estreia Além do Horizonte na Rede Manchete.
- 30 de junho — Termina Contagem Regressiva na Rede Globo.

#### Julho
- 1 de julho — Termina Irmãos Coragem na Rede Globo.
- 3 de julho — Estreia História de Amor na Rede Globo.
- 8 de julho — Termina As Pupilas do Senhor Reitor no SBT.
- 11 de julho — Estreia Sangue do Meu Sangue no SBT.
- 21 de julho — Termina Quatro por Quatro na Rede Globo.
- 24 de julho
  - Estreia A Idade da Loba na Rede Bandeirantes.
  - Estreia Cara & Coroa na Rede Globo.

#### Agosto
- 11 de agosto — Termina Pedra sobre Pedra no Vale a Pena Ver de Novo na Rede Globo.
- 14 de agosto — Reestreia Renascer no Vale a Pena Ver de Novo na Rede Globo.
- 22 de agosto — Estreia SBT Repórter no SBT.
- 27 de agosto
  - Estreia Siga Bem Caminhoneiro no SBT.
  - Termina Os Trapalhões na Rede Globo.

#### Setembro
- 5 de setembro — Estreia Decadência na Rede Globo.
- 15 de setembro — Termina Clube da Criança na Rede Manchete.
- 22 de setembro — Termina Decadência na Rede Globo.
- 25 de setembro — Estreia Tarde Criança com Mariane na Rede Record.

#### Outubro
- 16 de outubro — Estreia Tocaia Grande na Rede Manchete.

#### Novembro
- 3 de novembro — Termina A Próxima Vítima na Rede Globo.
- 6 de novembro — Estreia Explode Coração na Rede Globo.
- 25 de novembro — Estreia Sábado Animado no SBT.
- 27 de novembro — Estreia 100 Anos Luz na Rede Globo.

#### Dezembro
- 1 de dezembro — Termina 100 Anos Luz na Rede Globo.
- 4 de dezembro — Estreia SBT Notícias no SBT.
- 21 de dezembro — A Rede Globo exibe o Roberto Carlos Especial.
- 23 de dezembro — A Rede Globo exibe o show Amigos.
- 29 de dezembro
  - Termina a 1.ª temporada de Malhação na Rede Globo.
  - Termina Além do Horizonte na Rede Manchete.
  - A Rede Globo exibe a sua Retrospectiva 95.
- 30 de dezembro — Termina SBT Notícias no SBT.
- 31 de dezembro — A Rede Globo exibe o Réveillon do Faustão.

### México

#### Agosto
- 14 de agosto — Estreia María la del Barrio (no Brasil: Maria do Bairro) no Las Estrellas.

### Portugal

#### Janeiro
- 20 de janeiro — Termina Na Paz dos Anjos no Canal 1.

## Nascimentos
| Data            | Nome                  | Profissão                                                      | Nacionalidade                   | Observações | Ref |
| --------------- | --------------------- | -------------------------------------------------------------- | ------------------------------- | ----------- | --- |
| 3 de janeiro    | Tonatiuh Elizarraraz  | Ator                                                           | Estados Unidos                  |             |     |
| 5 de janeiro    | Whinderson Nunes      | ator, cantor, comediante e youtuber                            | Brasil                          |             |     |
| 13 de janeiro   | Eros Vlahos           | ator e comediante                                              | Reino Unido                     |             |     |
| 14 de janeiro   | Marina Nery           | atriz e modelo                                                 | Brasil                          |             |     |
| 21 de janeiro   | Alejandro Speitzer    | ator                                                           | México                          |             |     |
| 28 de janeiro   | Thales Cavalcanti     | ator                                                           | Brasil                          |             |     |
| 30 de janeiro   | Danielle Campbell     | atriz                                                          | Estados Unidos                  |             |     |
| 7 de fevereiro  | Rafael Cupello        | ator                                                           | Brasil                          |             |     |
| 8 de fevereiro  | Ghilherme Lobo        | ator                                                           | Brasil                          |             |     |
| 10 de fevereiro | Archie Madekwe        | ator                                                           | Reino Unido                     |             |     |
| 12 de fevereiro | Daniela Aedo          | atriz                                                          | México                          |             |     |
| 13 de fevereiro | Natalia Juárez        | atriz                                                          | México                          |             |     |
| 26 de fevereiro | Gleici Damasceno      | atriz                                                          | Brasil                          |             |     |
| 4 de março      | David Lucas           | ator                                                           | Brasil                          |             |     |
| 6 de março      | Jeff Satur            | ator, cantor e modelo                                          | Tailândia                       |             |     |
| 12 de março     | Maicon Rodrigues      | ator                                                           | Brasil                          |             |     |
| 18 de março     | Michel Joelsas        | ator                                                           | Brasil                          |             |     |
| 21 de março     | Larissa Goes          | atriz                                                          | Brasil                          |             |     |
| 23 de março     | Victoria Pedretti     | atriz                                                          | Estados Unidos                  |             |     |
| 30 de março     | Simone Ashley         | atriz                                                          | Reino Unido                     |             |     |
| 1 de abril      | Logan Paul            | lutador profissional, ator, rapper e personalidade de internet | Estados Unidos                  |             |     |
| 17 de abril     | Phoebe Dynevor        | atriz                                                          | Reino Unido                     |             |     |
| 19 de abril     | Patrick Gibson        | ator                                                           | Irlanda                         |             |     |
| 21 de abril     | Thomas Doherty        | ator e modelo                                                  | Escócia                         |             |     |
| 1 de maio       | Giovanni Dopico       | ator                                                           | Brasil                          |             |     |
| 1 de maio       | Thanapon Aiemkumchai  | ator e cantor                                                  | Tailândia                       |             |     |
| 4 de maio       | Alex Lawther          | ator                                                           | Reino Unido                     |             |     |
| 6 de maio       | Isabella Santoni      | atriz                                                          | Brasil                          |             |     |
| 18 de maio      | Raquel de Queiroz     | atriz                                                          | Brasil                          |             |     |
| 20 de maio      | Letícia Navas         | atriz, apresentadora e cantora                                 | Brasil                          |             |     |
| 25 de maio      | Brandon Perea         | ator                                                           | Estados Unidos                  |             |     |
| 6 de junho      | João Côrtes           | ator                                                           | Brasil                          |             |     |
| 15 de junho     | Heslaine Vieira       | atriz                                                          | Brasil                          |             |     |
| 16 de junho     | João Vithor Oliveira  | ator                                                           | Brasil                          |             |     |
| 23 de junho     | Danna Paola           | atriz, cantora, compositora e modelo                           | México                          |             |     |
| 30 de junho     | Marina Ruy Barbosa    | atriz                                                          | Brasil                          |             |     |
| 5 de julho      | Alice Milagres        | atriz                                                          | Brasil                          |             |     |
| 9 de julho      | Georgie Henley        | atriz                                                          | Reino Unido                     |             |     |
| 10 de julho     | Noppanut Guntachai    | ator e modelo                                                  | Tailândia                       |             |     |
| 4 de agosto     | Bruna Marquezine      | atriz                                                          | Brasil                          |             |     |
| 18 de agosto    | Parker McKenna Posey  | atriz                                                          | Estados Unidos                  |             |     |
| 27 de agosto    | Giovanni Gallo        | ator                                                           | Brasil                          |             |     |
| 12 de setembro  | Ryan Potter           | ator e modelo                                                  | Estados Unidos                  |             |     |
| 13 de setembro  | Robbie Kay            | ator                                                           | Estados Unidos                  |             |     |
| 13 de setembro  | Luke Ishikawa Plowden | ator e modelo                                                  | Estados Unidos/ Tailândia       |             |     |
| 25 de setembro  | Sofía Reyes           | atriz e cantora                                                | México                          |             |     |
| 9 de outubro    | Daniel Rangel         | ator                                                           | Brasil                          |             |     |
| 26 de outubro   | Luellem de Castro     | atriz                                                          | Brasil                          |             |     |
| 2 de novembro   | Rafael Vitti          | ator                                                           | Brasil                          |             |     |
| 3 de novembro   | Alice Wegmann         | atriz                                                          | Brasil                          |             |     |
| 3 de novembro   | Kendall Jenner        | modelo, empresária e personalidade de televisão                | Estados Unidos                  |             |     |
| 13 de novembro  | Stella Hudgens        | atriz                                                          | Estados Unidos                  |             |     |
| 16 de novembro  | Noah Gray-Cabey       | ator e pianista                                                | Estados Unidos                  |             |     |
| 22 de novembro  | Katherine McNamara    | atriz e cantora                                                | Estados Unidos                  |             |     |
| 29 de novembro  | Laura Marano          | cantora e atriz                                                | Estados Unidos                  |             |     |
| 3 de dezembro   | Anna Iriyama          | atriz e cantora                                                | Japão                           |             |     |
| 3 de dezembro   | Nilson Klava          | jornalista e apresentador                                      | Brasil                          |             |     |
| 20 de dezembro  | Afonso Maló           | ator                                                           | Portugal                        |             |     |
| 27 de dezembro  | Timothée Chalamet     | ator                                                           | França · Estados Unidos (nasc.) |             |     |
| 29 de dezembro  | Ross Lynch            | cantor, ator, dançarino e instrumentista                       | Estados Unidos                  |             |     |

## Mortes
| Data           | Nome                 | Profissão                                  | Nacionalidade            | Observações | Ref    |
| -------------- | -------------------- | ------------------------------------------ | ------------------------ | ----------- | ------ |
| 17 de janeiro  | Jacyra Silva         | atriz                                      | Brasil                   | n. 1940     | [ 1 ]  |
| 31 de março    | Selena               | cantora                                    | Estados Unidos           | n. 1971     | [ 2 ]  |
| 11 de abril    | Dulce Santucci       | autora de novelas e dramaturga             | Brasil                   | n. 1921     |        |
| 18 de maio     | Elizabeth Montgomery | atriz                                      | Estados Unidos           | n. 1933     | [ 3 ]  |
| 24 de junho    | Ivon Cury            | cantor, compositor e ator                  | Brasil                   | n. 1928     | [ 4 ]  |
| 17 de julho    | Ivani Ribeiro        | autora de novelas, radialista e dramaturga | Brasil                   | n. 1916     | [ 5 ]  |
| 4 de setembro  | Paulo Gracindo       | ator                                       | Brasil                   | n. 1911     | [ 6 ]  |
| 15 de setembro | Costinha             | comediante                                 | Brasil                   | n. 1923     | [ 7 ]  |
| 18 de setembro | Henriqueta Brieba    | atriz                                      | Brasil · Espanha (nasc.) | n. 1901     | [ 8 ]  |
| 1 de outubro   | Ibrahim Sued         | jornalista e apresentador de televisão     | Brasil                   | n. 1924     | [ 9 ]  |
| 20 de outubro  | Chris Pitsch         | atriz                                      | Brasil                   | n. 1971     | [ 10 ] |
| 19 de novembro | Adolpho Bloch        | empresário da imprensa e televisão         | Império Russo            | n. 1908     | [ 11 ] |
| 15 de dezembro | Varela Silva         | ator                                       | Portugal                 | n. 1929     |        |
| 25 de dezembro | Dean Martin          | cantor e ator                              | Estados Unidos           | n. 1917     | [ 12 ] |